# Rachel Cohen-Kagan
Rachel Cohen-Kagan, född 1888, död 1982, var en israelisk politiker (WIZO och sedan Israels liberala parti). Hon var tillsammans med Golda Meir en av två kvinnor som undertecknade Israels självständighetsförklaring 1949. 
Hon emigrerade till det framtida Israel från Ryssland 1919. Hon var ordförande i kommittén för socialhjälp i Haifa 1932-1946. Hon var engagerad i Women's International Zionist Organization (WIZO), och valdes till dess ordförande 1938. Hon satt i Knesset för WIZO 1949-1951 och bidrog då till införandet av jämlikhet mellan könen i den nya statens lagar. Hon satt i Knesset för Israels liberala parti 1961-1965. 